# Кребель, Рудольф
Рудо́льф Христианович Кре́бель (нем. Rudolph Krebel; 1802—1865) — морской врач немецкого происхождения, работавший в России.

## Биография
Родился в 1802 году в Торгау.
После получении в 1823 году за диссертацию «De anatomia pathologica ossium capitis» степени доктора медицины в Галле, переехал в Россию, поступив на службу во флот; в 1830-х годах был главным врачом Кронштадтского морского госпиталя.
С 1844 года, вместе с Гейне и Тилльманом, приступил к изданию, в своё время весьма известной, «Medicinische Zeitung Russland’s», в которой печатал многочисленные статьи. Большое количество его напечатанных сочинений посвящено цинге:
- Geschichte u. chronologische Uebersicht der Gesammtliteratur des Scorbuts = История и хронологический обзор общей литературы по цинге (Санкт-Петербург, 1849)
- Volksmedicin und Volksmittel verschiedener Völkerstämme Russlands = Народная медицина и народные врачебные средства различных племен России" (Лейпциг; Гейдельберг, 1858).
  - Народная медицина и народные средства различных племен Русского царства против разных болезней: Руководство для врачей: в 2-х отд. — М.: Тип. С. Орлова, 1868. — [6], VI, 163 с.
- Der Scorbut in geschichtlich-literarischer, pathologischer, prophylactischer und therapeutischer Beziehung = Цинга в историко-литературных, патологических, профилактических и лечебных отношениях (Лейпциг, 1862)

Жена: Karoline Lenartzen (?—1858). Дети: Фридрих (Friedrich August; 1836 — после ); Карл (Karl Anton; 29.10.1838—09.06.1905); Фёдор (Теодор Эдмунд Людвиг; 18.04.1841—29.05.1926).